# Helo Zep!
A Helo Zep! magyar rockzenekar, melyet 2010 júniusában alapított Gödöllőn Zsolti Rotten énekes, Szűcs Dávid Szücsi gitáros, Nagy Miklós dobos, Apjok Balázs Kacsa basszusgitáros és Wright Tímea gitáros.
A zenekar kezdeti felállása még öt tagú volt, zenei stílusa pedig a punk-rock és a metal határain egyensúlyozott. Az azóta trióvá vált együttes megtartotta azt a zenei sokszínűséget, amit a különböző stílusokból érkező tagok közös munkája eredményez és a szövegek tesznek egyedivé.
Debütáló lemezük, a Fény a sötétben, 2017 nyarán jelent meg az EDGE Records gondozásában, a második nagylemez pedig 2020 tavaszán, Mutass valami ujjat címmel.

## Története

### Kezdetek (2009)
A zenekar alapötlete egészen a középiskolás évekig nyúlik vissza, ahol a két alapító tag Zsolti és Szücsi már zenéltek együtt. Több éve jártak külön utakon, mikor úgy döntöttek, hogy újra együtt kellene csinálni valamit, így közösen folytatták. Az új formáció még egy éven keresztül Szücsi korábbi zenekara, a Védőoltás nevével működött. A két alapító mellé csatlakozott még Apjok Balázs Kacsa basszusgitáros, valamint Wright Tímea gitáros. A dobos fronton volt a legtöbb csere, hárman is megfordultak a zenekarban, mire Győrfi Zsigmond személyében végre egy megbízható ember ült a dobok mögé. A zenekar több koncertet is adott ebben a felállásban. 2010 elején Zsiga bejelentette távozását, helyére Nagy Miklós érkezett, aki azóta is a zenekar dobosa. A zenekar nevet is váltott Védőoltásról Helo Zep!-re.

#### A név eredete
Talán a leggyakrabban elhangzó kérdés a zenekar kapcsán a név eredete. Mikor a zenekar úgy döntött, hogy elhagyják a Védőoltás nevet, a két alapító tag Szücsi és Zsolti álltak elő a Helo Zep! névvel, ami a Hello Zepp című instrumentális szerzemény átalakított címe, ami a Fürész filmsorozat betétdala.

### Az utolsó zajkeltők (2010)
A friss felállás új névvel 2010.06.04-én adta az első koncertjét egy tehetségkutatón, amit a gödöllői Trafo Clubban rendeztek. Az esemény győztese a Helo Zep! volt, így a zenekar a hivatalos szülinapját erre a dátumra teszi. A sikeren felbuzdulva keresni kezdték a lehetőségeket és minden adódó alkalmat megragadtak a koncertezésre. A bulik mellett elkezdték a már korábban feldemózott és azóta megkoncerteztetett dalok felvételeit.

### Hangosan, gyorsan, ahogy kell... (2011–2012)
2011 Az év eleje ismét változásokat hozott, Timi helyére Dobondy Benjámin Benci érkezett a gitáros posztra. A nulladik lemez felvételei már vele folytatódtak. A turné tavasszal kezdődött és csak a próbák és a lemezfelvétel szakították meg. Az egyik, már elkészült dalra, ez volt az És kész..., leforgattak egy rögtönzött klipet, amit beküldtek az akkor meghirdetett Unicum Tehetségvadászatra, ahol a Tankcsapda zenekar volt a zsűri. A videóval bejutottak a döntőbe és két fellépési lehetőséget nyertek a Sziget és a VOLT fesztiválokon, valamint, Lukács Laci szavait, ami a nulladik, bemutatkozó anyaguk címe lett: "Hangosan, gyorsan, ahogy kell..."
2012 folyamatos koncertezéssel telt. Egy újabb tehetségkutató keretében bejutottak az akkor még pécsett megrendezett Rockmaratonra is, valamint a debreceni Roncsbár színpada is sorra került az Auróra zenekar vendégeként. A koncertek közepette maradt idő egy kis stúdió munkára is. A zenekar felvett két új dalt, az Aludj csak én álmodom-ot és az Ismeretlen tragédiát. Az évet hagyományosan a gödöllői Trafo Clubban zárták, ahol elbúcsúztatták Bencit és Kacsát, akik az év végén távoztak a zenekarból.

### Aludj csak én álmodom... (2013)
2013 ismét új felállással indult, az előző év végén Kacsa és Benci távozott a zenekarból, majd helyükre Gyuricza Péter a basszusgitáros és Laci István Iván gitáros érkezett. A legújabb formáció év elején, pár hét próba után rögtön koncertezni kezdett. Az első megálló a szombathelyi Végállomás Klub volt a Hétköznapi Csalódások vendégeként. A folyamatos koncertek mellett koncertet adtak élőben a Tilos Rádió műsorán. Egy gerilla koncert erejéig felléptek a Kowalsky meg a Vega után a kiskunfélegyházi Rocktár "előszobájában". Nyáron leforgattak egy klipet az Aludj csak én álmodom című dalra, majd szerepeltek az X-Faktorban is. A válogatón előadták a Sex Pistols Anarchy in the UK-ját. Ősszel öt koncertet adtak a Tankcsapda előtt, majd az Alvin és a Mókusok vendégeként léptek fel. Év végén a zenekar úgy döntött trióban folytatja tovább, így elbúcsúztak Petitől és Ivántól.

### A három "nem a szőke herceg" (2014–2018)
2014 Zsolti az éneklés mellé felvette a basszusgitáros szerepét, Szücsinek pedig egyedül kellett helyt állnia, az addig két gitár helyett. Sok idő azonban nem volt a tétovázásra, már Január végén indult a tavaszi turné, ahol az Alvin és a Mókusok valamint a Supernem vendégei voltak. Eközben megjelent három új dal, a Szerettél-e valaha? a Nem a szőke herceg és az Így jártál. A nyár lezárása egy Budapest Parkos koncert volt a Kowalsky meg a Vega előtt, aminek a felvételeiből elkészült egy új klip a Szerettél-e valaha? című dalra. A Park után ősszel ismét a Kowalsky meg a Vega vendégeként indultak országjárásra. A zenekar a turné alkalmára megjelentette az eddigi öt új dalát egy kiadványon, ez volt a Szerettél-e valaha? EP.
2015 ott folytatódott, ahol az előző év abbamaradt, Kowalsky meg a Vega turné, ami Szegeden ért véget Április 30-án. Ez volt a zenekar addigi leghosszabb turnéja, 7 hónap, 30 koncert és szó szerint kétszer körbejárták az ország jelentősebb klubjait, művházait, olykor sportcsarnokait. Az év hátralévő részét klub bulik jellemezték, valamint elkezdték felvenni az első nagylemezük anyagát.
2016 kisebb koncertekkel kezdődött, a lemez további felvételeivel, valamint az akkor még frissen megalakult Rock Rádió, majd később Rock FM "megtámadásával". A zenekar élő adásban adta elő az Aludj csak én álmodom című dalát, amit később a rádió kiemelt rotációban játszott egészen a megszűnésséig. Az ősz ismét az Alvin és a Mókusok vendégeként telt, egészen jövő év tavaszáig. Év végén még megjelent egy új klip az Éjszaka című dalhoz, ami a jövőre megjelenő lemez első promóciója volt.
2017 tavaszán folytatódott az Alvin és a Mókusok turné szereplés. A nyár folyamán két fellépés erejéig a Dorothy együttes vendégei voltak a Barba Negra Track-ben és a hatvani Jam Gardenben. Nyáron a zenekar aláírta az első lemezszerződését az EDGE Records-szal és Június 2-án megjelent az első nagylemezük a Fény a sötétben. A lemezzel egy időben felkerült YouTube-ra és DVD-n is beszerezhetővé vált az Utak Sehova turné film, ami a zenekar 2014 és 2015 során zajlott turnéit örökíti meg. Ősszel pár koncertet adtak a Supernem vendégeként.
2018 az Utak sehova turnéval indult, aminek részeként négy koncerten a Dorothy előtt léptek fel. A nyár folyamatos koncertekkel telt, amit megszakított egy hirtelen felkérés a Ganxsta Zolee és a Kartel részéről a Barba Negra Track színpadára, utána egy megkeresés az X-Faktortól, aminek újra eleget tett a zenekar. A nyár tökéletes lezárása egy Budapest Parkos koncert volt. Ősszel újabb változások történtek, a zenekar úgy döntött, hogy megerősíti magát egy második gitárral is, így felkérték Biró Máté Metthew-t, hogy csatlakozzon hozzájuk. Az őszi bulik már négyesben zajlottak.

### Itt a Helo Zep! és Aréna Turné (2019)
2019 elejét próbákkal és dalírással töltötte a zenekar, majd tavasszal a Tankcsapda vendégeként felléptek a komáromi Erőd Feszten, valamint a Barba Negra Track színpadán. Júniusban Szücsi, a zenekar alapítótagja úgy döntött, hogy távozik a zenekarból, így a négyesfogat egy fél éves átmeneti időszak után ismét trió lett. A nyár a második lemez felvételeivel telt, ami ősz elejéig tartott. Októberben leforgattak egy klipet az új lemez első dalára, az Itt a Helo Zep!-re. Novembertől pedig indult a Tankcsapda Körszínpados Aréna Turnéja, ahol a Helo Zep! volt az előzenekar. Az öt koncertből álló turné Győr, Veszprém, Pécs és Szeged sportcsarnokaiban zajlott, az évet pedig gödöllői sportcsarnokban zárta a zenekar a Tankcsapda vendégeként.

### Mutass valami ujjat (2020–napjainkig)
2020 eleje a második lemez, a Mutass valami ujjat befejezésével telt. Január első napján megjelent az Itt a Helo Zep! klipje. A zenekar nem indult turnéra a lemez munkálatai miatt, majd a márciustól világméretűvé nőtt Covid-19 járvány idejére a próbákat is felfüggesztette. A munka azonban nem állt le. Elkészült egy újabb klip a lemez címadó dalára, amit a Körszínpados Aréna Turnén rögzített képsorokból vágtak össze és a lemezzel egy napon jelent meg, Április 20-án. Májusban egy újabb klippel jelentkeztek, amihez segítségül hívták a közösségi médiát. Május 3-ra, anyák napjára készült el a Köszönöm című dal videója, amiben rajongók és barátok képei láthatóak az édesanyjukkal közösen.

## Tagok

### Jelenlegi felállás
- Zsolti Rotten - ének, basszusgitár (2014 óta)
- Nagy Miklós - dob (2010 óta)
- Biró 'Metthew' Máté - gitár (2018 óta)

### Korábbi tagok
- Szűcs 'Szücsi' Dávid - gitár, vokál (2009-2019)
- Apjok Balázs 'Kacsa' - basszusgitár (2009-2012)
- Dobondy Benjámin 'Benci' - gitár (2011-2012)
- Gyuricza Péter - basszusgitár (2013)
- Laci István 'Iván' - gitár (2013)
- Wright Tímea - gitár (2009-2010)
- Győrfi Zsigmond - Dob (2009 még Védőoltás néven)

## Diszkográfia
Stúdióalbumok
- Fény a sötétben (2017)
- Mutass valami ujjat (2020)

Kislemezek
- Szerettél-e valaha? (2014)

Demók
- Hangosan, gyorsan, ahogy kell… (2011)

DVD
- Utak sehova (2017)